# Harpactirella magna
Harpactirella magna là một loài nhện trong họ Theraphosidae.
Loài này thuộc chi Harpactirella. Harpactirella magna được William Frederick Purcell miêu tả năm 1903.